# Bataille de Solara
Guerres entre guelfes et gibelins
Batailles
1150 – 1200
- Vernavola (1154)
- Spolète (1155)
- Tortone (1155)
- Milan (1158)
- Siziano (1159)
- Crema (1159)
- Carcano (1160)
- Milan (1162)
- Prataporci (1167)
- Alexandrie (1174-1175)
- Legnano (1176)

1201 – 1250
- Calcinato (1201)
- Casei Gerola (1213)
- Cortenuova (1237)
- Brescia (1238)
- Faenza (1239)
- Giglio (1241)
- Viterbe (1243)
- Parme (1248)
- Fossalta (1249)
- Cingoli (1250)

1251 – 1300
- Bataille de Montebruno (1255)
- Cassano (1259)
- Montaperti (1260)
- Bénévent (1266)
- Tagliacozzo (1268)
- Colle (1269)
- Roccavione (1275)
- Desio (1277)
- Forlì (1282)
- Pieve al Toppo (1288)
- Campaldino (1289)

1301 – 1350
- Pavie (1302)
- La Lastra (1304)
- Milan (1311)
- Soncino (1312)
- Gaggiano (1313)
- Rho (1313)
- Ponte San Pietro (1313)
- Scrivia (1315)
- Montecatini (1315)
- Pavie (1315)
- Sestri (1318)
- Bardi (1321)
- Mirandola (1321)
- Gorgonzola (1323)
- Vaprio d'Adda (1324)
- Altopascio (1324)
- Zappolino (1325)
- San Felice (1332)
- San Quirico (1341)
- Gamenario (1345)

1351 – 1402
- Mirandola (1355)
- Casorate (1356)
- Solara (1356)
- Alexandrie (1391)
- Casalecchio (1402)

Le bataille de Solara (aussi appelée bataille de la Stellata) est un affrontement militaire s'étant déroulé le 6 avril 1363 sur les terres de Modène et ayant opposé les troupes de la ligue antiviscontéenne à Barnabé Visconti, seigneur de Milan, qui cherche à s'emparer de Bologne. Elle s'inscrit dans le cadre de la guerre entre guelfes et gibelins.

## Contexte historique
Après l'excommunication prononcée par le pape Urbain V à l'encontre de Barnabé Visconti le 3 mars 1363, le pape lance une croisade contre lui. Barnabé envoie une armée pour secourir Solaro assiégée par les Ferrarais. 

## La bataille
Au cours des affrontements, Barnabé est blessé à la main et de nombreux nobles lombards, dont Ambrogio Visconti, premier fils naturel de Barnabé né de Beltramola de' Grassi, sont capturés, Ambrogio étant emprisonné à Ancône. D'autres condottieres, dont Giberto da Correggio, Andrea de' Pepoli, Nicolò Pallavicino et l'ancien podestat de Mantoue Giovanni Pico, sont capturés par Francesco Ier de Carrare et emmenés à Padoue.

## Issue des combats et conséquences
Pour les Milanais, la défaite signifie la perte de tous les bastions autour de la ville de Bologne. Se réfugiant à Parme, Barnabé parvient en huit jours à rassembler une nouvelle armée avec laquelle il revient assiéger Modène, mais en août, des négociations sont entamées grâce à la médiation du roi Jean II de France et de Pierre Ier de Chypre, aboutissant à un armistice le 3 septembre. Le conflit entre Barnabé Visconti et le pape s'achève le 3 mars 1364 par un traité de paix qui accorde aux Visconti la somme imposante de 500 000 florins en huit versements, la restitution de tous les prisonniers et la révocation de l'excommunication en échange de la cession de Bologne, Lugo et des châteaux de Modène et de Bologne, ainsi que la fin de la persécution des ecclésiastiques.
Lors de la bataille, Garcia de Albornoz, frère de Gómez de Albornoz, recteur de Bologne et neveu du cardinal Egidio Albornoz, est tué.